# Łomikost
Łomikost – choroba zwierzęca wywołana zaburzeniami przemian wapniowo-fosforowych.
Występuje przede wszystkim u krów. Objawia się odwapnieniem kości, co prowadzi do ich łamliwości i wykrzywień. Jednym z pierwszych objawów jest lizawość. Przy łomikoście wypadają też zęby. Leczy się przyczyny. Brak terapii prowadzi do wyniszczenia organizmu i śmierci zwierzęcia.